# 한국낙화생가공업협동조합
한국낙화생가공업협동조합은 국산땅콩 수매를 통한 재배의욕 고취 및 회원간의 상호 정보교환을 통한 경영합리화 도모를 목적으로 1990년 12월 24일 설립허가된 대한민국 농림축산식품부 소관의 협동조합이다. 사무실은 서울특별시 영등포구 여의도동 61-3, 라이프오피스텔 405호에 있다.